# 岩内市民劇場
岩内市民劇場（いわないしみんげきじょう）は北海道岩内町のアマチュア劇団。2000年4月に岩内町制施行100周年を記念して誕生した地域住民参加型演劇集団である。
1953年に結成された岩内演劇研究会の活動が引き継がれている。これまで岩内町内はもとより、札幌市や北海道斜里町、新潟県上越市、福井県おおい町などで公演が行われている。2005年11月には飢餓海峡で国民文化祭に参加した。
代表：駒形勝博　事務局長：坂井弘治

## 上演作品
- 「港」（作・演出：坂井弘治）　2000年（平成12年）　於：岩内町（岩内地方文化センター）
1898年（明治31年）に始まった岩内町費（現在の金額にして約100億円）による岩内港築港事業を素材にした作品。

- 「潮の花」（作・演出：坂井弘治）　2001年（平成13年）　於：岩内町（岩内地方文化センター）
今日の岩内町の文化の土台を作った有島武郎研究会である白水会（中心メンバーの一人は画家の木田金次郎）と、関東大震災後の左翼思想弾圧を逃れてきた画家との交流を描いた作品。

- 「ビールの泡」（作・演出：坂井弘治）　2002年（平成14年）　於：岩内町（岩内地方文化センター）
北海道議会を巻き込んだ大事件となる進駐軍による「岩内町長解任事件」を素材にした作品。

- 「飢餓海峡」（作：水上勉、演出：鈴木喜三夫）　2003年（平成15年）　於：岩内町（岩内地方文化センター）
原作は、作家の水上勉が岩内町を訪れたことがきっかけになって誕生した小説。1954年9月26日に起きた洞爺丸事故と岩内大火を素材にした作品。この作品は、2005年（平成17年）1月に北海道斜里町（ゆめホール知床）、同年10月に札幌市（道新ホール）、2005年11月の福井県大飯町（水上勉の生誕地）での国民文化祭で、それぞれ公演が行われている。

- 「我が町」（作・演出：坂井弘治）　2006年（平成18年）於：岩内町（岩内地方文化センター）
岩内大火後、奇跡の復興を成し遂げた原動力になった北海道庁土木課職員の努力と情熱を素材にした作品。

- 「どんもならねえ奴ら」　2007年（平成19年）10月27日・28日　於：岩内町（岩内地方文化センター）
とある町の町長室での助役と組合書記長らが織り成すコメディ。